# Edward Zyman
Edward Jan Zyman (ur. 20 maja 1943 w Dobromierzu; zm. 18 listopada 2021 w Mississauga) – polski poeta, prozaik, krytyk literacki, publicysta i wydawca, publikujący także pod licznymi pseudonimami i kryptonimami, m.in.: (e.z.); ez; ezet; Marian Chudzik, Krzysztof M. Jasiewicz, Piotr Nowicki

## Życiorys
Urodził się 20 maja 1943 r. we wsi Dobromierz (w dawnym woj. kieleckim) jako trzeci syn Franciszka Zymana i Klary z d. Smolich. W 1948 r. rodzina przeprowadziła się do Radomska, gdzie uczęszczał do szkoły podstawowej i średniej. W 1962 ukończył II Liceum Ogólnokształcące (dziś im. Krzysztofa Kamila Baczyńskiego) i rozpoczął studia na Wydziale Filozoficzno-Historycznym Uniwersytetu Jagiellońskiego, które ukończył w 1967, uzyskując tytuł magistra socjologii. Jako uczeń szkoły średniej związał się z Grupą Literacką przy Powiatowym Domu Kultury w Radomsku[1]. Przystąpił też do Korespondencyjnego Klubu Młodych Pisarzy przy Zarządzie Wojewódzkim  Związku Młodzieży Wiejskiej w Łodzi. Publikował w tym czasie w jednodniówce Grupy „Wizytówki” i „Gazecie Radomszczańskiej”. Za właściwy debiut poetycki uważa druk wiersza „Kto to jest matka” na łamach łódzkiej jednodniówki „Z tej strony” (1961). Jako prozaik debiutował w „Tygodniku Kulturalnym” opowiadaniem „Matka” (1965), jako krytyk recenzją tomu reportaży Salomona Łastika Trudne dzieci („Wychowanie” 1966, nr 1). W latach 1967–1978 pracował w przemyśle hutniczym. W tym czasie wstąpił do PZPR. W 1978 przeszedł do pracy dziennikarskiej. Początkowo był publicystą w Redakcji Widowisk Teatralnych i Publicystki Kulturalnej w katowickim Ośrodku TVP, w latach 1979-1981 zastępcą kierownika Redakcji Literackiej w Rozgłośni Polskiego Radia w Katowicach. W latach 70. uczestniczył w działalności Korespondencyjnego Klubu Młodych Pisarzy jako wiceprzewodniczący ośrodka katowickiego, później jako wiceprzewodniczący i przewodniczący Rady Krajowej tej organizacji. W 1973 wystąpił w filmowej psychodramie Pawła Kędzierskiego i Marcela Łozińskiego „Happy End”, ukazującej stadne mechanizmy i agresję grupy wobec niezależnie myślącej jednostki. Trzy lata później został odtwórcą jednej z głównych ról w głośnym filmie Marcela Łozińskiego „Jak żyć”, który obnażał mechanizmy zniewolenia w PRL. W latach 70. i na początku 80. drukuje wiersze, szkice, recenzje i fragmenty prozy w wielu pismach regionalnych i ogólnopolskich, m.in. w „Poglądach”, „Opolu”, „Faktach i Myślach”, „Faktach”, „Przemianach”, „Nowych Książkach”, „Odrze”, „Nurcie”, „Poezji”, „Studencie” i „Nowym Wyrazie”. Pisał również słuchowiska, uprawiał reportaż literacki, zajmował się publicystyka kulturalną i społeczną.Od 1980 współpracował z filmem (jako jeden z dwóch kierowników literackich Zespołu Filmowego „Silesia”) i prasą niezależną. Redagował „Tygodnik Katowicki”, pismo Zarządu Regionu Śląsko-Dąbrowskiego NSZZ „Solidarność”, ukazujące się poza cenzurą, na łamach którego zamieścił m.in. cykl reportaży o pacyfikacji radomskich procesów społecznych w czerwcu 1976. Przewodniczył Komisji Zakładowej w katowickiej Rozgłośni Polskiego Radia”, brał udział w pracach Komisji Krajowej NSZZ „Solidarność” Pracowników Radia i Telewizji. W marcu 1981, po prowokacji bydgoskiej, wystąpił z PZPR. Po ogłoszeniu stanu wojennego został internowany i przez rok więziony. Dyscyplinarnie zwolniony z pracy w Polskim Radio i pozbawiony możliwości wykonywania zawodu, w marcu 1983 wyemigrował z rodziną do Kanady. Od początku aktywnie uczestniczy w polskim życiu literackim i kulturalnym na obczyźnie. W Calgary (Alberta), gdzie mieszkał przez pierwszy rok był redaktorem programu telewizyjnego „Kalejdoskop Polski” i Biuletynu Polonijnego miejscowego Koła Stowarzyszenia Polskich Kombatantów, a następnie wychodzącego w Edmonton kwartalnika Kongresu Polonii Kanadyjskiej Okręg Alberta „Dialogi”. We wrześniu 1984 przeprowadza się do Toronto, gdzie objął stanowisko redaktora naczelnego „Głosu Polskiego”, którym kierował do 1988. W latach 1989–2015 jest redaktorem i współproducentem polskiego programu telewizyjnego „Polish Studio”. Stale współpracuje z ukazującym się w Toronto „Dziennikiem” (2001-2003). Po transformacji ustrojowej w 1989 nawiązuje współpracę z wieloma czołowymi periodykami literackimi w kraju: „Frazą”, „Akcentem”, „Migotaniami”, „Odrą”, „Świętokrzyskim Kwartalnikiem Literackim”, „Twórczością”. W latach 1999–2000 jest prezesem Polish Community Media Corporation, wydawcy „Związkowca”, w którym zamieszcza teksty publicystyczne i krytycznoliterackie. W latach 1966–2016 (z przerwami) należy do stałych współpracowników nowojorskiego „Przeglądu Polskiego”. Jest współzałożycielem działającej w latach 1988-2015 Fundacji Władysława i Nelli Turzańskich, od 1995 pełni funkcję prezesa Polskiego Funduszu Wydawniczego w Kanadzie. W latach 1998–2003 współredaguje periodyk literacki Funduszu „Nowy Prąd”. W 1998 tworzy cotygodniowy magazyn literacko-muzyczny „Wierszem i Prozą”, emitowany przez Polskie Radio w Toronto. Jest członkiem Stowarzyszenia Pisarzy Polskich. W 2000  wyróżniony honorową odznaką „Zasłużony dla Kultury Polskiej”, w 2011 otrzymał nagrodę Związku Pisarzy Polskich na Obczyźnie[2].

## Twórczość poetycka
Krajową twórczość poetycką Edwarda Zymana krytycy i badacze sytuują w kręgu „Nowej Fali”[3]. Jeden z recenzentów zauważa, że wiersze autora W czyim obcym domu „plasują się w tak silnym w polskiej poezji współczesnej nurcie protestu i sprzeciwu”[4]. Charakterystyczne przesunięcie akcentów następuje w tomach publikowanych na obczyźnie. Justyna Budzik pisze: „Podmiot najnowszych wierszy Zymana nadal zachowuje cechy alter ego poety. Tym razem jednak jawi się jako człowiek prowadzący refleksję nad sensem życia, próbujący objąć słowem i myślą  to, co niewyrażalne”[5].  Podobne konstatacje zawierają prace innych badaczy – Ewy Bartos, Janusza Kryszaka, Katarzyny Niesporek, Jana Pasterskiego[6]. Ten ostatni stwierdza: „(...) jednym z głównych kręgów problemowych w [najnowszej] twórczości poetyckiej Edwarda Zymana jest namysł nad przemijaniem i metafizyczną perspektywą istnienia. O ile ten pierwszy motyw łączy się poniekąd z doświadczeniem wyobcowania oraz pracą pamięci (...), o tyle ten drugi stanowi płaszczynę odrębną, otwierającą niejako osobny nurt w poezji autora Poematu współczesnego”[7].

## Publikacje książkowe
- Dialogi pierwsze [Wiersze], (Katowice 1971)
- Dzień jak co dzień [Wiersze], (Katowice 1978)
- Co za radość żyć [Wiersze], (Katowice 1979)
- Szansa [Opowiadanie dla młodzieży], (Warszawa 1980)
- W czyim obcym domu [Wiersze], (Katowice 1981)
- Gdybym był lekki jak piórko [Wiersze dla dzieci], (Katowice 1983)
- Jak noc, jak sen [Wiersze}, (Stevens Point 1987)
- U Boga każdy błazen [Felietony], (Chicago 1987)
- Metamorfozy głębin Twoich. Polonijny parnas literacki (Toronto 2003)
- Kim Stwórca mądre te eseje pisze [Wiersze okolicznościowe],  (Vancouver 2004)
- Widzieć dalej niż dziś. Rozmowa z Jerzem Korey-Krzeczowskim (Katowice 2004)
- Przeznaczenie jest wyborem. Henryk Słaby, czyli filozofia skutecznego działania (Katowice 2005)
- Z podręcznego leksykonu [Wiersze], (Toronto 2006)
- Scalić oddalone. Fundacja Władysława i Nelli Turzańskich (1988-2008) [Monografia], (Toronto 2008)
- Mosty z papieru. O życiu literackim, sytuacji pisarza i jego dzieła na obczyźnie na przykładzie Polskiego Funduszu Wydawniczego w Kanadzie w latach 1978-2008 (Toronto-Rzeszów 2010)
- Jasność [Wiersze], (Toronto 2011)
- Ściana pełna jerzyków [Powieść dla młodzieży], )Warszawa 2011)
- Miejsce na ziemi [Wiersz], (Berlin-Toronto 2012)
- Poemat współczesny [Wiersze], (2014)
- Na uciechy kasjer łasy [Limeryki], (Berlin 2014)
- Bez prawa azylu [Wybór wierszy], (Toronto-Rzeszów 2018)
- Z dziecięcej fabryki złudzeń [Wiersze], (Toronto 2018)
- Bluźniąc bez umiaru. Wierszyki wszeteczne (Rzeszów 2019)

## Prace redakcyjne (wybór)
- Młody Śląsk Literacki. Almanach poezji i prozy, wybór i oprac.: J. Górdziałek, F. Netz, E. Zyman, (Katowice 1975)
- W. Iwaniuk: Wiersze wybrane, wybór i układ wierszy E. Zyman, (Toronto 1995).
- W. Iwaniuk: W ogrodzie mego ojca. Wiersze z lat 1993-1996, wstęp: J. Kryszak, wybór i układ wierszy: E. Zyman, (Toronto-Toruń 1998).
- A. Busza: Glosy i refrakcje. Przełożył z angielskiego B. Czaykowski, redaktorzy serii: Henryk  Wójcik i Edward Zyman, (Toronto-Berlin 2001)
- B. Czaykowski: Transkontynentalny Toronto-Vancouver. Tryptyk, redaktorzy serii: H. Wójcik i E. Zyman, (Toronto-Berlin 2001)
- G. Zambrzycka: Karmelitanka. Wieniec, redaktorzy serii: H. Wójcik i E. Zyman, (Toronto-Berlin 2003)
- A. Busza: Obrazy z życia Laquedema / Scenes from the Life of Laquedem. Przełożył z angielskiego Bogdan Czaykowski, red. E. Zyman, (Toronto-Berlin 2003)
- J. Szuber: Glina, ogień, popiół,  redaktorzy serii: H. Wójcik i E. Zyman, (Toronto-Berlin 2004)
- J. Kryszak: Spacer zimowy, redaktorzy serii: H. Wójcik i E. Zyman, (Toronto-Berlin  2004)
- Podróż w głąb pamięci. O Wacławie Iwaniuku szkice, wspomnienia, wiersze, pod red. J. Wolskiego, H. Wójcika, E. Zymana, (Toronto 2005)
- R. Sabo: Niech będzie, redaktorzy serii: H. Wójcik i E. Zyman, (Toronto-Berlin 2005)
- E. Dusza: Popioły, redaktorzy serii: H. Wójcik i E. Zyman, (Toronto 2006)
- J. Korey-Krzeczowski: Poemat o ziemi [Wiersze], red. E. Zyman, Toronto 2006)
- M. Kusiba: Admiral Road, redaktorzy serii: H. Wójcik i E. Zyman, (Toronto 2006)
- A.Wolak: Twarze, redaktorzy serii: H. Wójcik i E. Zyman, (Toronto: 2007)
- J.Korey-Krzeczowski: Powracam tutaj z własnej woli. Szkice i wspomnienia o wybranych twórcach Ziemi Świętokrzyskiej, red. i posłowie E. Zyman, (Rzeszów 2006)
- B. Czaykowski: Ziemioskłon [Poemat], red. E. Zyman, (Toronto 2007).
- J. Korey-Krzeczowski: Barwy młodości [Powieść], red. i posłowie E. Zyman (Rzeszów 2007)
- G. Zambrzycka: Godzina w katedrze. Studium, red. E. Zyman, (Toronto 2008)
- A.   Busza, Bogdan Czaykowski: Pełnia i przesilenie/  Full Moon and Summer Solstice [Wiersze], red. i wstęp w formie wywiadu z autorem – E. Zyman, (Toronto-Rzeszów 2008)
- W. Grzegorzewska: Inne obroty [Wiersze], red. E. Zyman, (Toronto-Rzeszów 2010)
- Z. Bohdanowiczowa: Pan Tadeusz w Toronto, oprac., przyp. i wstępem opatrzył E. Zyman,(Toronto 2011)
- M. Kusiba: Podręcznik do kobiet. 100 felietonów (niemal) feministycznych. Żabką przez Atlantyk, t. 1., red. i wstęp E. Zyman, (Lublin-Toronto 2011)
- A.Góra: Krzyk do nieba [Reportaże], red. i posłowie E. Zyman, (Toronto-Różana 2011)
- G. Zambrzycka: Bóg miodu. Notatnik jukatański [Wiersze], red. E. Zyman, (Toronto-Rzeszów 2011)
- M. Kusiba: Cymbał w świecie. Felietony flâneura. Żabką przez Atlantyk, t. 2., red. E.Zyman, (Toronto-Siennica Różana 2012)
- W. Kontewicz: Wilkierze braniewskie i inne historie wierszem, układ tomu, red. i posł. E. Zyman, (Toronto-Rzeszów 2013)
- W. Michalski: Z podróży na Wschód, red. Edward Zyman (Toronto 2013)
- A. Busza: Niepewność, przełożyli z angielskiego Beata Tarnowska i Roman Sabo, układ i red. tomu E. Zyman, (Toronto 2013)
- W. Kontewicz Appendix, wybór wierszy, układ tomu i redakcja E. Zyman, (Toronto 2014)
- I.Habrowska-Jellaczyc: Aktor nie opuszcza sceny [Szkice, artykuły, wspomnienia], red. i wstęp E. Zyman, (Szczecinek 2014)
- R. Chojnacki: Do prywatnego użytku [Wiersze], red. i nota krytyczna E. Zyman, (Toronto-Rzeszów 2014)
- R. Sabo: Podwórko [Wiersze], red. i nota krytyczna E. Zyman, (Toronto-Rzeszów 2014)
- G. Zambrzycka: Niewidzialny zapaśnik [Wiersze], red. i nota krytyczna E. Zyman, (Toronto-Rzeszów 2015)
- F. Śmieja: Dotykanie Świata. Wiersze wybrane, wstęp Zbigniew Andres, wybór, układ wierszy oraz red. tomu E. Zyman, (Toronto 2017)
- F. Śmieja: Na widny brzeg świtu [Wiersze], wybór wierszy, układ tomu i red. E. Zyman, (Toronto 2017)
- F. Śmieja: Nanizując paciorki słów. Notacje ostatnie [Wiersze], wstęp, wybór wierszy i red. E. Zyman, (Toronto 2018)
- G. Zambrzycka: Ślady [Wiersze], red. i nota krytyczna E. Zyman (Toronto-Rzeszów 2019)
- A. Piskulak: Basztar [Powieść], red. E. Zyman (Kielce 2021) ISBN 978-83-62087-05-1
- A. Piskulak: Poranne kobiety [ Wiersze], posłowie E. Zyman (Zagnańsk/Calabria 2021) ISBN 978-83-62087-01-3

## Nagrody i wyróżnienia
- Łódzka Wiosna Poetów (1966) - wyróżnienie
- Wielokrotny laureat Konkursu o Rubinową Hortensję. (W dziale poezji: 1966 – II nagroda; 1967 – I nagroda; 1969 – wyróżnienie; 1970 – I nagroda; 1971 – II nagroda. W dziale prozy: 1978 – I nagroda.)
- Oleśnicki Maj Poetycki (1978) – I nagroda
- Konkurs Rozgłośni Polskiego Radia w Katowicach na utwór prozą (1978) – III nagroda
- Ogólnopolski konkurs Polskiego Radia na reportaż radiowy (1979) – I nagroda (wspólnie z M. M. Szczawińskim)
- Konkurs Młodzieżowej Agencji Wydawniczej na opowiadanie dla młodzieży (1980) – wyróżnienie
- Konkurs na powieść dla młodzieży Wydawnictwa Telbit (2009) – wyróżnienie
- Odznaka honorowa „Zasłużony dla Kultury Polskiej (2010)
- Nagroda Związku Pisarzy Polskich na Obczyźnie (2011)